# Ilybius wasastjernae
Ilybius wasastjernae is een keversoort uit de familie waterroofkevers (Dytiscidae). De wetenschappelijke naam van de soort is voor het eerst geldig gepubliceerd in 1824 door C.R.Sahlberg.